# Schœnau
Pour les articles homonymes, voir Schönau.
Schœnau [ʃøno] est une commune française. La commune est située dans la circonscription administrative du Bas-Rhin et, depuis le 1er janvier 2021, dans le territoire de la Collectivité européenne d'Alsace, en région Grand Est.
Cette commune se trouve dans la région historique et culturelle d'Alsace.

## Géographie

### Localisation
Le village se situe en centre Alsace, au milieu du fossé rhénan. C'est l'un des villages qui se situent à moins de 500 m du Rhin. Le village se trouve à 14 km de Sélestat et à 52 km de Strasbourg et à 11 km de Marckolsheim. Situé non loin des inondations provoquées par les crues en hiver dans le Ried, ses alentours ne sont pour autant jamais touchés par les remontées d'eau de la nappe phréatique (surtout depuis la canalisation du Rhin au début du XXe siècle). Le paysage offre une dynamique très particulière avec une vue d’ensemble sur la Ligne bleue (Vosges), également sur la Forêt-Noire, de belles promenade peuvent être effectuées au bord du Rhin ainsi qu'aux alentours.
Avec une distance de 428km, Schœnau est la commune la plus éloignée du littoral de France métropolitaine.

### Communes limitrophes
| Sundhouse    |            | Rheinhausen ( Allemagne) |
| Saasenheim   | Schœnau    | Weisweil ( Allemagne)    |
| Richtolsheim | Artolsheim |                          |

### Hydrographie

#### Réseau hydrographique
La commune est dans le bassin versant du Rhin au sein du bassin Rhin-Meuse. Elle est drainée par le Grand canal d'Alsace, le Rhin, le ruisseau le Muhlbach de Schoenau, le ruisseau l'Ischert et le ruisseau le Saulach,.
Le Grand canal d'Alsace, d'une longueur de 93 km, prend sa source dans la commune  et se jette  dans 0 à Erstein, après avoir traversé 31 communes.
Le Rhin, long de 1 233 km est le plus long fleuve se déversant dans la mer du Nord et de l'une des voies navigables les plus fréquentées du monde. Il traverse la Suisse, l'Autriche, l'Allemagne et les Pays-Bas et marque la frontière entre l'Allemagne et la France.
Le Muhlbach de Schoenau, d'une longueur de 31 km, prend sa source dans la commune de Biesheim et se jette  dans la canal d'alimentation du Bassin de Plobsheim à Sundhouse, après avoir traversé dix communes.

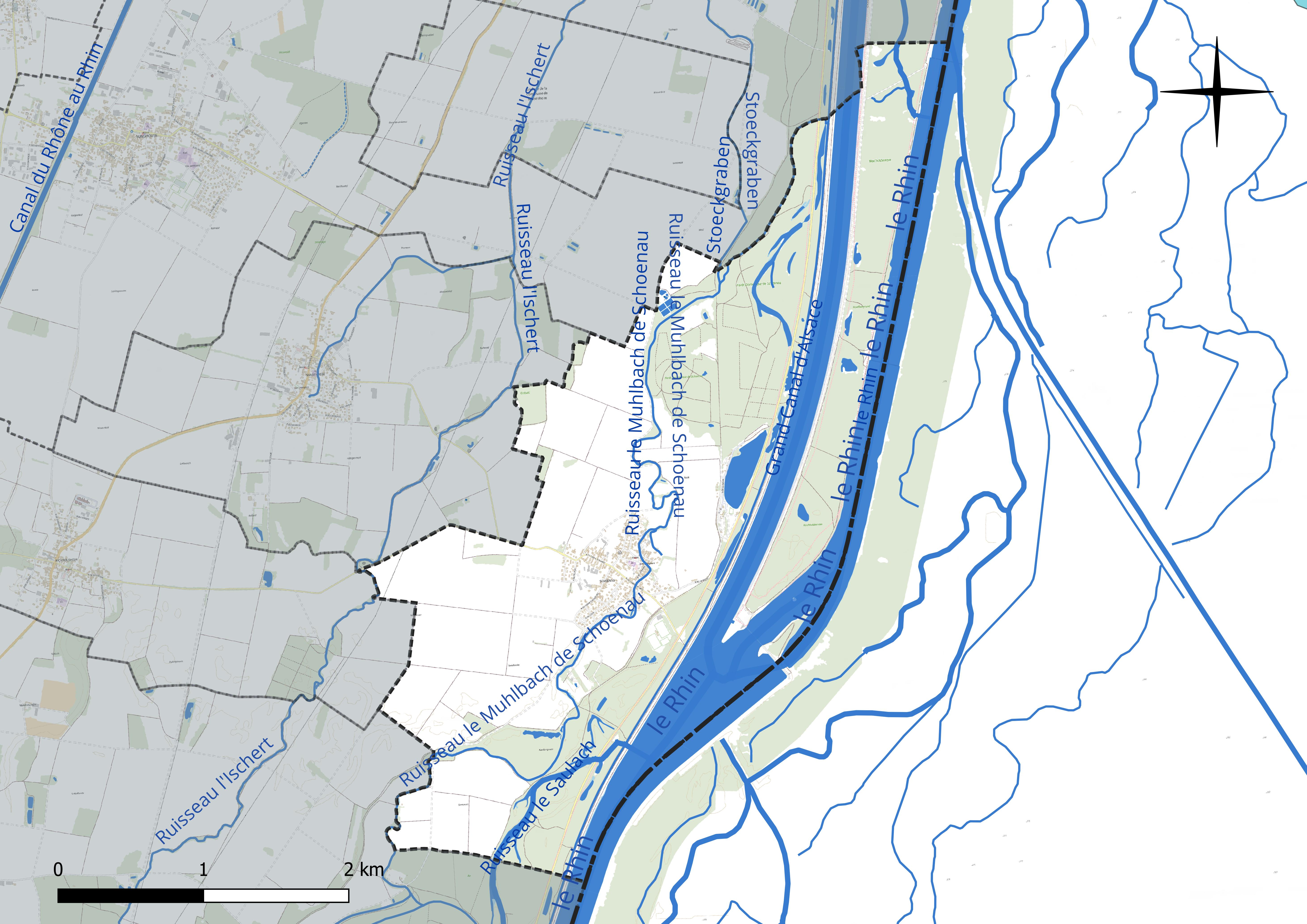
Réseau hydrographique de Schoenau.

L'Ischert, d'une longueur de 26 km, prend sa source dans la commune de Artzenheim et se jette  dans la canal d'alimentation du Bassin de Plobsheim à Diebolsheim, après avoir traversé onze communes.

#### Gestion et qualité des eaux
Le territoire communal est couvert par le schéma d'aménagement et de gestion des eaux (SAGE) « Ill Nappe Rhin ». Ce document de planification concerne la nappe phréatique rhénane, les cours d'eau de la plaine d'Alsace et du piémont oriental du Sundgau, les canaux situés entre l'Ill et le Rhin et les zones humides de la plaine d'Alsace. Le périmètre s’étend sur 3 596 km2. Il a été approuvé le 17 janvier 2005. La structure porteuse de l'élaboration et de la mise en œuvre est la région Grand Est.
La qualité des cours d’eau peut être consultée sur un site dédié géré par les agences de l’eau et l’Agence française pour la biodiversité.

### Climat
Pour des articles plus généraux, voir Climat du Grand Est et Climat du Bas-Rhin.
En 2010, le climat de la commune est de type climat océanique altéré, selon une étude du Centre national de la recherche scientifique s'appuyant sur une série de données couvrant la période 1971-2000. En 2020, Météo-France publie une typologie des climats de la France métropolitaine dans laquelle la commune est exposée à un climat semi-continental et est dans la région climatique  Alsace, caractérisée par une pluviométrie faible, particulièrement en automne et en hiver, un été chaud et bien ensoleillé, une humidité de l’air basse au printemps et en été, des vents faibles et des brouillards fréquents en automne (25 à 30 jours).
Pour la période 1971-2000, la température annuelle moyenne est de 10,6 °C, avec une amplitude thermique annuelle de 17,7 °C. Le cumul annuel moyen de précipitations est de 662 mm, avec 8,2 jours de précipitations en janvier et 9,2 jours en juillet. Pour la période 1991-2020, la température moyenne annuelle observée sur la station météorologique de Météo-France la plus proche, « Sélestat Sa », sur la commune de Sélestat à 15 km à vol d'oiseau, est de 11,4 °C et le cumul annuel moyen de précipitations est de 621,1 mm. 
La température maximale relevée sur cette station est de 39,3 °C, atteinte le 13 août 2003 ; la température minimale est de −17 °C, atteinte le 20 décembre 2009,,.
Les paramètres climatiques de la commune ont été estimés pour le milieu du siècle (2041-2070) selon différents scénarios d'émission de gaz à effet de serre à partir des nouvelles projections climatiques de référence DRIAS-2020. Ils sont consultables sur un site dédié publié par Météo-France en novembre 2022.

## Urbanisme

### Typologie
Au 1er janvier 2024, Schœnau est catégorisée commune rurale à habitat dispersé, selon la nouvelle grille communale de densité à sept niveaux définie par l'Insee en 2022.
Elle est située hors unité urbaine et hors attraction des villes,.

### Occupation des sols

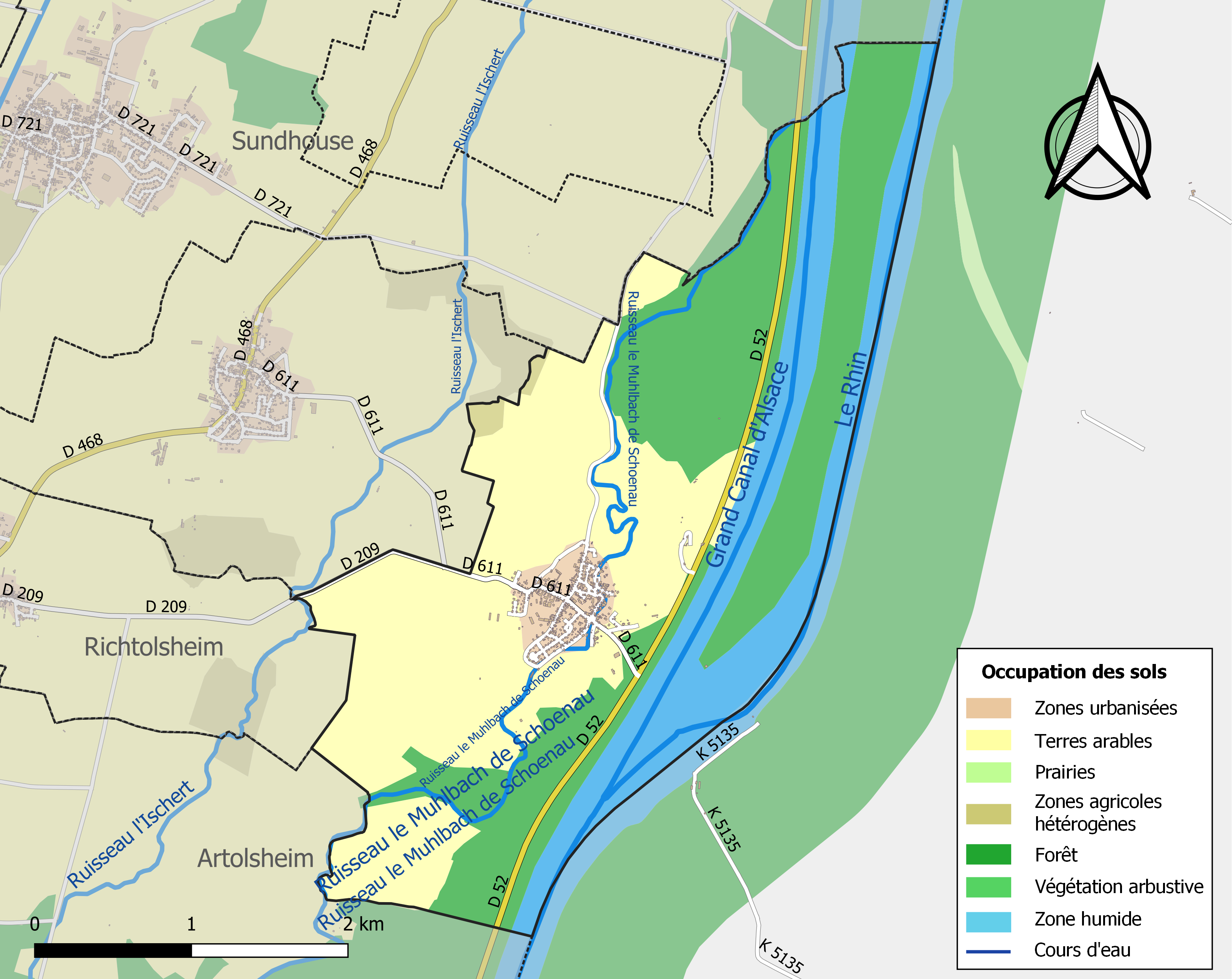
Carte des infrastructures et de l'occupation des sols de la commune en 2018 (CLC).

L'occupation des sols de la commune, telle qu'elle ressort de la base de données européenne d’occupation biophysique des sols Corine Land Cover (CLC), est marquée par l'importance des territoires agricoles (40,3 % en 2018), une proportion sensiblement équivalente à celle de 1990 (40,8 %). La répartition détaillée en 2018 est la suivante : terres arables (39,6 %), forêts (36,3 %), eaux continentales (19,9 %), zones urbanisées (3,5 %), zones agricoles hétérogènes (0,7 %).
L'IGN met par ailleurs à disposition un outil en ligne permettant de comparer l’évolution dans le temps de l’occupation des sols de la commune (ou de territoires à des échelles différentes). Plusieurs époques sont accessibles sous forme de cartes ou photos aériennes : la carte de Cassini (XVIIIe siècle), la carte d'état-major (1820-1866) et la période actuelle (1950 à aujourd'hui).

## Toponymie
Ses origines remontent à l'époque médiévale. Son nom signifie «Schöne = beau» et « die Au = pré », pouvant se traduire par « Beau pré (ou belle prairie) humide ». C’est une appellation courante de part et d’autre du Rhin, notamment en plaine.

## Histoire

### Moyen Âge
Sur le territoire communal se dresse une motte castrale qui est la plus vieille trace du village. Le tertre mesure une dizaine de mètres de haut, entouré d'un fossé encore visible (rempli d'eau à l'époque), et de deux basses-cours (dont celle de l'est, détruite vers 1960 pour laisser place à l'agriculture), qui occupaient une plate-forme adjacente, et sur lesquelles on trouvait notamment : écuries, étables, silos, celliers, logements. Déjà au XIIe siècle et peut-être dès la fin du XIe siècle se dressait sur la motte un château de terre et de bois, habité à l'époque par le seigneur Von Schönaw, seigneur et propriétaire des lieux[réf. nécessaire]. La motte castrale et l'une des mieux conservées en Alsace.
D'après de très nombreuses poteries et de tessons trouvés sur le site, la construction du château remonterait au XIe siècle, mais des monnaies trouvées sur ce dernier nous montrent, que le site fut beaucoup fréquenté du XIIIe au XVe siècle. Dans un texte de partage daté de 1333, à propos du château sur motte, il est fait mention d'une « nouvelle maison », une « maison en briques » ou encore un puits dans une des deux basses-cours.
Le château est détruit au cours du XIVe siècle et est définitivement rasé en 1494[réf. nécessaire], après avoir été plusieurs fois assiégé au cours des deux précédents siècles. En 1452, un bâtiment est encore cité sur le tertre. On a retrouvé également sur celui-ci beaucoup de douilles du fusil français Lebel datant de la Première Guerre mondiale.
Le nom de la localité est attesté sous les formes : Schönaw (1509) ; Schönau (1780) ; Schoenau (1919).

### Seconde Guerre mondiale
Après l'invasion de la Pologne par l'Allemagne, le 1er septembre 1939, la France et le Royaume-Uni déclarent la guerre à l'Allemagne le 3 septembre 1939. Schœnau fut victime de bombardement, dès lors le village est rasé à plus de 70 % sous les bombes et les flammes. Durant la guerre, 520 000 Français sont évacués des zones frontalières comprises entre la ligne Maginot et l’Allemagne. Les habitants du Bas-Rhin sont évacués vers la Dordogne, l'Indre et la Haute-Vienne. La population de Schœnau est évacuée vers Coux-et-Bigaroque.
Une circulaire préfectorale datée du 1er août 1940 et envoyée aux maires des communes d'accueil en Dordogne informe les 80 000 Alsaciens installés en Dordogne que « en accord avec les autorités d'occupation le rapatriement des évacués du Bas-Rhin allait commencer », chacun étant libre de partir ou de rester.
Le Bas-Rhin et le Haut-Rhin sont intégrés au pays de Bade sous administration allemande.

## Politique et administration

### Liste des maires
| Période                                  | Période  | Identité       | Étiquette | Qualité |
| ---------------------------------------- | -------- | -------------- | --------- | ------- |
| Les données manquantes sont à compléter. |          |                |           |         |
| mars 2001                                | mai 2020 | Gérard Bernard |           |         |
| mai 2020                                 | En cours | Michel Butscha |           |         |

### Jumelages
Coux-et-Bigaroque (France) (Dordogne).

## Population et société

### Démographie
L'évolution du nombre d'habitants est connue à travers les recensements de la population effectués dans la commune depuis 1793. Pour les communes de moins de 10 000 habitants, une enquête de recensement portant sur toute la population est réalisée tous les cinq ans, les populations de référence des années intermédiaires étant quant à elles estimées par interpolation ou extrapolation. Pour la commune, le premier recensement exhaustif entrant dans le cadre du nouveau dispositif a été réalisé en 2008.

En 2022, la commune comptait 607 habitants, en évolution de +1,68 % par rapport à 2016 (Bas-Rhin : +3,17 %, France hors Mayotte : +2,11 %).
| 1793 | 1800 | 1806 | 1821 | 1831 | 1836 | 1841 | 1846 | 1851 |
| ---- | ---- | ---- | ---- | ---- | ---- | ---- | ---- | ---- |
| 398  | 384  | 485  | 545  | 605  | 626  | 642  | 677  | 712  |

| 1856 | 1861 | 1866 | 1871 | 1875 | 1880 | 1885 | 1890 | 1895 |
| ---- | ---- | ---- | ---- | ---- | ---- | ---- | ---- | ---- |
| 715  | 729  | 749  | 681  | 620  | 635  | 578  | 558  | 511  |

| 1900 | 1905 | 1910 | 1921 | 1926 | 1931 | 1936 | 1946 | 1954 |
| ---- | ---- | ---- | ---- | ---- | ---- | ---- | ---- | ---- |
| 492  | 499  | 502  | 472  | 465  | 449  | 454  | 425  | 409  |

| 1962 | 1968 | 1975 | 1982 | 1990 | 1999 | 2006 | 2008 | 2013 |
| ---- | ---- | ---- | ---- | ---- | ---- | ---- | ---- | ---- |
| 406  | 416  | 389  | 448  | 420  | 473  | 525  | 540  | 595  |

| 2018 | 2022 | - | - | - | - | - | - | - |
| ---- | ---- | - | - | - | - | - | - | - |
| 607  | 607  | - | - | - | - | - | - | - |

## Culture locale et patrimoine

### Lieux et monuments
- Une motte castrale se trouve rue du Nord à la sortie du village à 500 m sur la droite. Rien de remarquable d'un premier abord, mais c'est un des vestiges et des origines de l'histoire de Schœnau. C'est l'une des plus grandes d'Alsace.
- L'église Saint-Oswald.

L'église Saint-Oswald
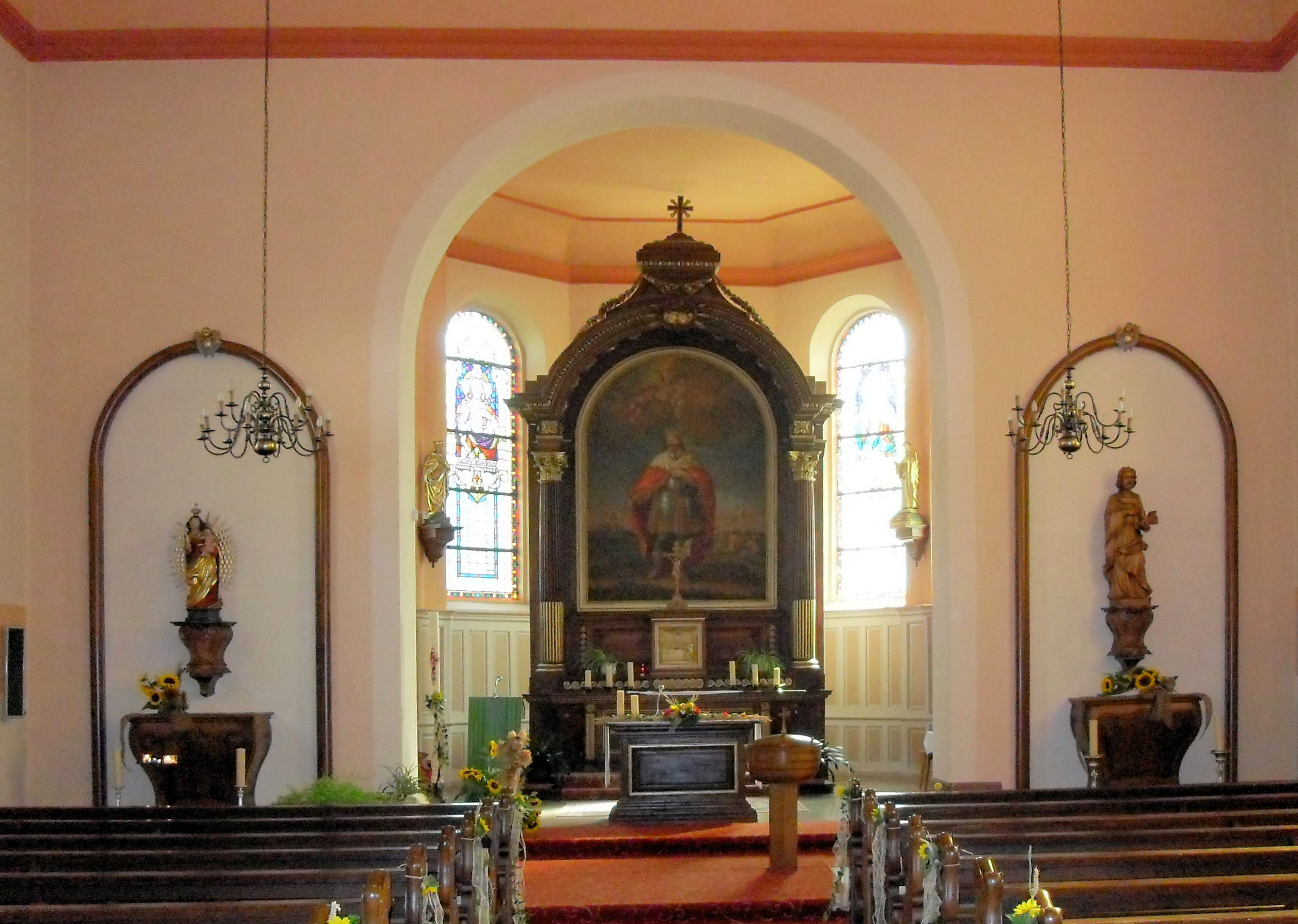
L'intérieur.
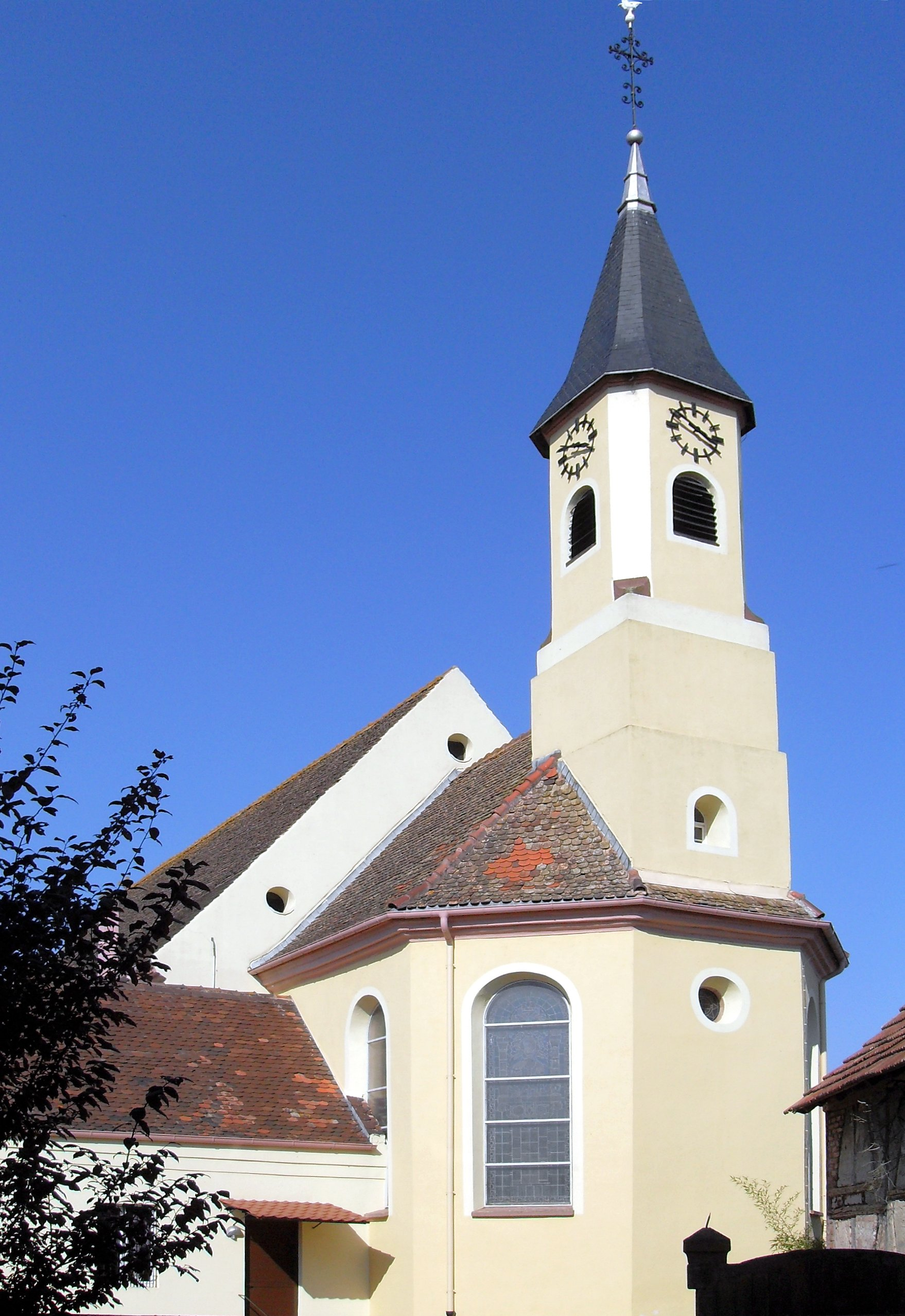
Côté sud.
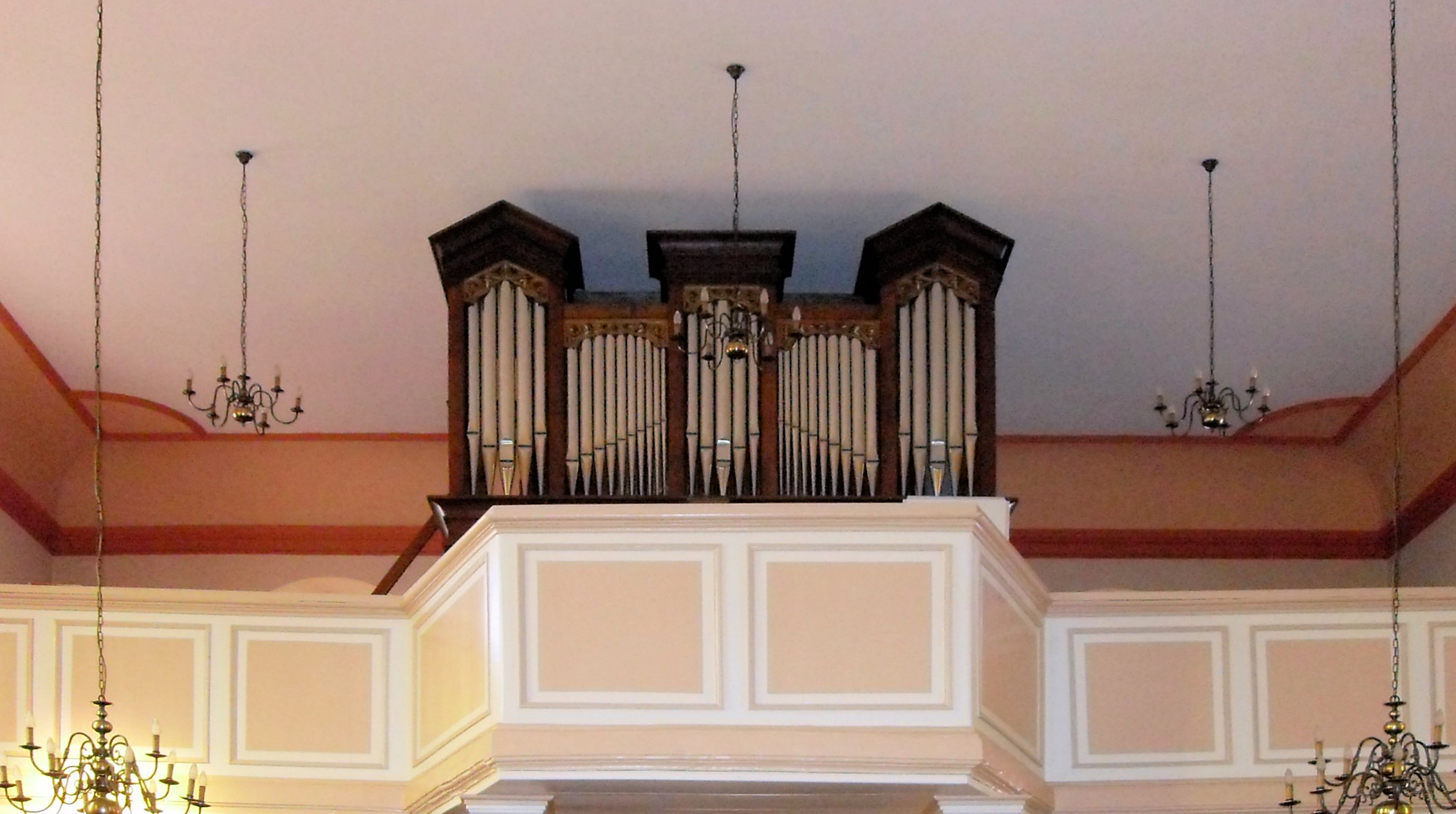
L'orgue.

### Héraldique
| Blason de Schœnau | Blason  | De gueules au fer à cheval d'or, accompagné de trois croisettes du même. |
| Blason de Schœnau | Détails |                                                                          |